# عملية البيع
تصف عملية البيع في علم التجارة منهجًا لبيع منتج أو خدمة ما. ويتم التعامل مع عملية البيع من وجهة نظر علم الهندسة (انظر هندسة عملية البيع).

## المنطق
إن الأسباب التي تكمن وراء إتمام عملية بيع مدروسة جيدًا تشمل مخاطر إدارة البائع والمشتري وتوحيد التفاعل مع العملاء في المبيعات وما يمكن تحقيقه من إيرادات، ومزية اقتراب موضوع المبيعات من «وجهة النظر العملية» هي أنها تعطي الفرصة لنا لاستخدام أدوات التصميم والتطوير من العلوم الأخرى وأن تكون العملية موجهة صناعيًا. يقول جوزيف جوران إنه «لا يجب أن يكون هناك سبب معقول وراء عدم فعالية مبادئنا المعروفة حول الجودة والعملية الهندسية بالنسبة لعملية البيع».
وفي كتاب إدارة فريق المبيعات (الإصدار 12، صفحة 66) للمؤلفين ريتش وسبيرو وستانتون، يتم تقدي «عملية البيع» على أنها تتكون من ثماني خطوات، وهي:
- الاستكشاف / الاتصال الأولي
- ما قبل المنهج - التخطيط للبيع
- المنهج
- تقييم الاحتياجات
- العرض
- التغلب على الاعتراضات
- الحصول على الالتزام
- المتابعة

يرى البائعون أن تحليل عملية البيع يمكن أن يكشف عن خطوات البيع التي تمثل إشكالية في عملية البيع، ويمكن أن تسمح بالتنبؤ بأرقام المبيعات على أساس الاهتمام الأولي، وتم عمل رسم تخطيطي يبين التفاعل بين عمليتي البيع والشراء.